# Таламокортикальный резонанс
Таламокортикальный резонанс — это наблюдаемый феномен синхронной осцилляции активности нейронов различных ядер таламуса и соответствующих, связанных с ними, областей коры больших полушарий головного мозга. Нарушение таламокортикального резонанса приводит к развитию таламокортикальной дизритмии.

## Таламические осцилляции

Сигнал ЭЭГ, отфильтрованный так, чтобы видны были только волны гамма-ритма.

### Входящая информация таламокортикальных систем

Диаграмма таламокортикальных цепей, показывающая как специфические сенсорные, иак и неспецифические внутрипластинчатые ядра таламуса и их таламокортикальные связи.

## Отношение к активности мозга

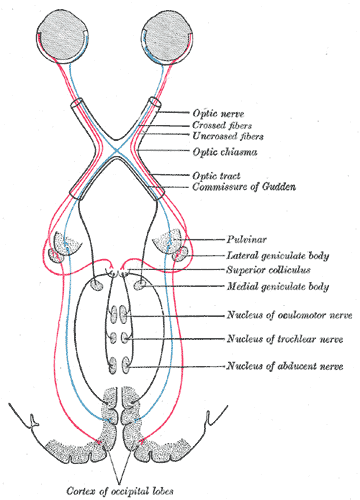
Зрительный тракт человека. Латеральное коленчатое тело, представляющее собой одну из областей таламуса, точнее метаталамуса, проявляет способность к таламокортикальной осцилляции с зрительной корой.

## Таламический синдром
Таламический синдром, или синдром таламической боли, синдром Дежерина-Русси — это частный случай синдрома таламокортикальной дизритмии, затрагивающий соматосенсорную систему, в частности ноцицепцию (способность ощущать боль) и тактильную чувствительность. В результате этой дизритмии обычно безболезненные тактильные ощущения, например, прикосновения, могут вызывать сильнейшую боль